# Constantin II Pronagortz
Pour les articles homonymes, voir Constantin II.
Constantin ou Kostandin II Katukec‘i (en arménien Կոնստանդին Բ Կատուկեցի), dit Pronagortz (« le Lainier »), est le Catholicos de l'Église apostolique arménienne de 1286 à 1289.

## Biographie
Constantin II est élu le 13 avril 1286 comme successeur de Jacob Ier de Kla.
Il entre rapidement en conflit avec le nouveau roi Héthoum II d'Arménie dont il gène la politique latinophile et qui le dépose dès 1289.